# Wladimir Gilelewitsch Masja
Wladimir Gilelewitsch Masja (russisch Владимир Гилелевич Мазья, englisch Vladimir Gilelevich Maz'ya; * 31. Dezember 1937 in Leningrad) ist ein russischer Mathematiker, der sich vor allem mit der Theorie partieller Differentialgleichungen beschäftigt.

## Leben
Masja erlebte die Belagerung von Leningrad (dort fiel sein Vater im Zweiten Weltkrieg und seine beiden Großväter starben während der Belagerung). Er gewann schon als Schüler erste Preise bei den lokalen Mathematik-Olympiaden in Leningrad. 1955 begann er an der Universität Leningrad zu studieren u. a. bei Solomon Michlin. 1959 erschien seine erste Veröffentlichung und 1960 machte er seinen Abschluss. 1962 erhielt er einen Preis als bester Nachwuchsmathematiker der Leningrader mathematischen Gesellschaft und wurde er an der Lomonossow-Universität promoviert (Kandidat) und 1965 habilitierte er sich (russischer Doktorgrad) in Leningrad. Von 1960 bis 1986 war er Wissenschaftler am Institut für Mathematik und Mechanik der Universität Leningrad und 1968 bis 1972 auch Professor am Schiffbau-Institut. 1986 ging er an das neu gegründete Leningrader Institut für Ingenieursstudien der Russischen Akademie der Wissenschaften, wo er die Abteilung mathematische Modelle der Mechanik leitete. Masja wanderte 1990 nach Schweden aus, wo er seit 1993 Professor in Linköping ist. Seit 2004 ist er gleichzeitig Professor an der Universität Liverpool. 2004 bis 2008 war er Professor an der Ohio State University. Er war u. a. Gastprofessor an der École polytechnique, am Institut Henri Poincaré in Paris und am Schrödinger-Institut in Wien.
Masja arbeitete u. a. in der Theorie der Sobolew-Räume (wo er Zusammenhänge mit geometrischen isoperimetrischen Ungleichungen fand), der Theorie der Kapazitäten und in der Hydrodynamik (Theorie der Wasserwellen, Navier-Stokes-Gleichungen in Gebieten mit irregulären Rändern, stationäre Strömung in drei Dimensionen mit freier Oberfläche). Ende der 1960er Jahre fand er unabhängig von Ennio De Giorgi Gegenbeispiele für Hilberts 19. und 20. Problem. Er arbeitete auch über Elastizitätstheorie, nichtlineare Potentialtheorie, Approximationstheorie, Wavelets, Spektraltheorie, asymptotische und Randwertprobleme partieller Differentialgleichungen sowie numerische Verfahren für partielle Differentialgleichungen.
Er ist mit der Mathematikerin Tatjana Olegowna Schaposchnikowa verheiratet. Mit ihr schrieb er eine Biographie von Jacques Hadamard.
1999 erhielt er den Humboldt-Forschungspreis und 2003 den Verdaguer Preis der französischen Akademie der Wissenschaften. 1990 wurde er Ehrendoktor der Universität Rostock. 2004 erhielt er die Celsius-Medaille der Königlichen Gesellschaft der Wissenschaften in Uppsala. Er ist Mitglied der Royal Society of Edinburgh und der Königlich Schwedischen Akademie der Wissenschaften. 2009 erhielt er den Senior-Whitehead-Preis. 2002 war er Invited Speaker auf dem Internationalen Mathematikerkongress in Peking (The Wiener test for higher order elliptic equations). Er ist Fellow der American Mathematical Society.

## Schriften
- Einbettungssätze für Sobolewsche Räume, 2 Bände, Teubner Texte zur Mathematik, Leipzig 1979, 1980
- Zur Theorie Sobolewscher Räume, Teubner Texte zur Mathematik, Leipzig 1981
- mit I.W.Gelman: Abschätzungen von Differentialoperatoren im Halbraum, Akademie Verlag 1981, Birkhäuser 1982
- mit Tatjana Shaposhnikova: Theory of Multipliers in Spaces of Differentiable Functions, Pitman 1985
- Sobolev Spaces, Springer 1985
- mit Nasarow, Plamenewski: Asymptotische Theorie elliptischer Randwertaufgaben in singulär gestörten Gebieten, 2 Bände, Berlin, Akademie Verlag, 1991(Englisch im Birkhäuser Verlag)
- mit Tatjana Shaposhnikova: Jacques Hadamard – a universal mathematician, AMS 1998
- mit Wladimir Kozlov, J.Rossmann: Elliptic boundary value problems in regions with point singularities, AMS 1997
- dieselben: Spectral problems associated to corner singularities to solutions of elliptic equations, AMS 2001
- mit Sergei Poborchi: Differentiable Functions on Bad Domains, World Scientific 1997
- mit Kozlov, Movchan: Asymptotic Analysis of Fields in Multi-Structures, Oxford Scientific Publishers
- mit Kozlov: Theory of higher order Sturm-Liouville Equations, Springer, Lecture Notes in Mathematics 1998
- mit Morozov, Plamenewskij, Stupyali: Elliptic Boundary Value Problems, AMS 1984
- mit Kuznetsov, Vainberg: Linear water waves – a mathematical approach,
- mit Tajana O. Shaposhnikova: Theory of Sobolev Multipliers with application to differential and integral operators, Springer 2009
- mit Gunther Schmidt: Approximate Approximations, AMS
- mit Juri Dmitrijewitsch Burago: Potential theory and function theory for irregular regions, Consultants Bureau, New York 1969 (Seminar Steklow Institute, Leningrad)
- mit Kozlov: Differential equations with operator coefficients with applications to boundary value problems for partial differential equations, Springer 1999